# Trofeo Ategorri
El Trofeo Ategorri es un torneo amistoso de verano, disputado en la localidad de Erandio en la provincia de Vizcaya (España). Se suele disputar a finales de agosto, coincidiendo con las fiestas de la localidad. 
El Trofeo lleva vigente desde 1970 en que se disputó su primera edición. El club organizador es el SD Erandio Club.

## Palmarés
| Año  | Edición      | Campeón                 | Resultado  | Subcampeón                      |
| ---- | ------------ | ----------------------- | ---------- | ------------------------------- |
| 1970 | I            | Sestao SC               | 2-0        | SD Eibar                        |
| 1971 | II           | Bilbao Athletic         | 1-0        | SD Erandio Club                 |
| 1972 | III          | Burgos CF               | 1-0        | Sestao SC                       |
| 1973 | IV           | Sestao SC               | 4-3        | CD Mestalla                     |
| 1974 | V            | SD Guernika Club        | 3-1        | CD Galdakao                     |
| 1975 | VI           | CD Basconia             | 1-0        | SD Erandio Club                 |
| 1976 | VII          | SC Deportiva de Durango | 0-0 (pen)  | Apurtuarte Club                 |
| 1977 | VIII         | Arenas Club             | 4-0        | Apurtuarte Club                 |
| 1978 | IX           | Bilbao Athletic         | 3-2        | SD Erandio Club                 |
| 1979 | X            | SD Valmaseda Club       | 4-2        | Arenas Club                     |
| 1980 | XI           | Arenas Club             | 1-0        | SD Erandio Club                 |
| 1981 | XII          | SD Erandio Club         | 1-0        | CD Munguía                      |
| 1982 | XIII         | CD Santurtzi            | 2-1        | Arenas Club                     |
| 1983 | XIV          | SD Erandio Club         | 2-1        | SD Deusto                       |
| 1984 | XV           | SD Erandio Club         | 2-1        | SD Deusto                       |
| 1985 | XVI          | CD Sondika              | 1-1 (pen)  | SD Erandio Club                 |
| 1986 | XVII         | SD Erandio Club         | 1-0        | Arenas Club                     |
| 1987 | XVIII        | CD Basconia             | 1-0        | CD Galdakao                     |
| 1988 | XIX          | Barakaldo CF            | 4-1        | SD Erandio Club                 |
| 1989 | XX           | SD Erandio Club         | t2-1       | CD Santurtzi                    |
| 1990 | XXI          | CD Munguía              | 1-0        | SD Erandio Club                 |
| 1991 | XXII         | CD Getxo                | 3-1        | SD Erandio Club                 |
| 1992 | XXIII        | CD Getxo                | 2-2 (pen)  | SD Erandio Club                 |
| 1993 | XXIV         | CD Getxo                | 3-1        | SD Erandio Club                 |
| 1994 | XXV          | CD Getxo                | 2-1        | CD Loiu                         |
| 1995 | XXVI         | CD Loiu                 | 3-0        | SD Erandio Club                 |
| 1996 | XXVII        | Apurtuarte Club         | 1-0        | CD Loiu                         |
| 1997 | XXVIII       | SD Erandio Club         | 2-1        | CD Sondika                      |
| 1998 | XXIX         | SD Erandio Club         | 3-1        | CD Sondika                      |
| 1999 | XXX          | SD Erandio Club         | 2-0        | CD Sondika                      |
| 2000 | XXXI         | CD Sondika              | 4-3        | SD Erandio Club                 |
| 2001 | XXXII        | SD Erandio Club         | 3-2        | Club Portugalete                |
| 2002 | XXXIII       | CD Sondika              | 1-0        | SD Erandio Club                 |
| 2003 | XXXIV        | SD Erandio Club         | 1-1 (pen)  | Club Portugalete                |
| 2004 | XXXV         | SD Erandio Club         | 2-1        | JD Somorrostro                  |
| 2005 | XXXVI        | CD Sondika              | 1-1 (pen)  | SD Erandio Club                 |
| 2006 | XXXVII       | SD Erandio Club         | 3-1        | CD Sondika                      |
| 2007 | XXXVIII      | CD Sondika              | 1-0        | SD Erandio Club                 |
| 2008 | XXIX         | SD San Pedro            | 3-2        | SD Erandio Club                 |
| 2009 | XL           | SD Moraza               | 1-0        | CD Sondika                      |
| 2010 | XLI          | SD Erandio Club         | 1-0        | CD Getxo'                       |
| 2011 | XLII         | CD Santurtzi            | 4-1        | SD Erandio Club                 |
| 2012 | XLIII        | SD Erandio Club         | 2-0        | CD Sondika                      |
| 2013 | XLIV         | CD Basconia B           | 2-0        | CD Sondika                      |
| 2014 | No disputado |                         | -          | -                               |
| 2015 | XLV          | SD Erandio Club         | 3-1        | Astrabuduako FT                 |
| 2016 | XLVI         | SD Erandio Club         | 2-0        | Astrabuduako FT                 |
| 2017 | XLVII        | SD Erandio Club         | 1-0        | Apurtuarte Club                 |
| 2018 | XLVIII       | SD Erandio Club         | 1-0        | Zalla UC                        |
| 2019 | XLIX         | CD Getxo                | triangular | SD Erandio Club Apurtuarte Club |
| 2022 | L            | SD Erandio Club         | 4-2        | SC Deportiva de Durango         |
| 2023 | LI           | SD Deusto               | 1-0        | SD Erandio Club                 |
| 2024 | LII          | Club Portugalete        | 3-0        | SD Erandio Club                 |

## Títulos por clubes
| Club                    | Títulos | Años |
| ----------------------- | ------- | --- |
| SD Erandio Club         | 19      | 1981, 1983, 1984, 1986, 1989, 1997, 1998, 1999, 2001, 2003, 2004, 2006, 2010, 2012, 2015, 2016, 2017, 2018, 2022 |
| CD Getxo                | 5       | 1991, 1992, 1993, 1994, 2019                                                                                     |
| CD Sondika              | 5       | 1985, 2000, 2002, 2005, 2007                                                                                     |
| Sestao SC               | 2       | 1970, 1973 |
| CD Basconia             | 2       | 1975, 1987 |
| Bilbao Athletic         | 2       | 1971, 1978 |
| Arenas Club             | 2       | 1977, 1980 |
| CD Santurtzi            | 2       | 1982, 2011 |
| Burgos CF               | 1       | 1972 |
| SD Guernika Club        | 1       | 1974 |
| SC Deportiva de Durango | 1       | 1976 |
| SD Valmaseda Club       | 1       | 1979 |
| Barakaldo CF            | 1       | 1988 |
| CD Munguía              | 1       | 1990 |
| CD Loiu                 | 1       | 1995 |
| Apurtuarte Club         | 1       | 1996 |
| SD San Pedro            | 1       | 2008 |
| SD Moraza               | 1       | 2009 |
| CD Basconia B           | 1       | 2013 |
| SD Deusto               | 1       | 2023 |
| Club Portugalete        | 1       | 2024 |